# Conor Burns

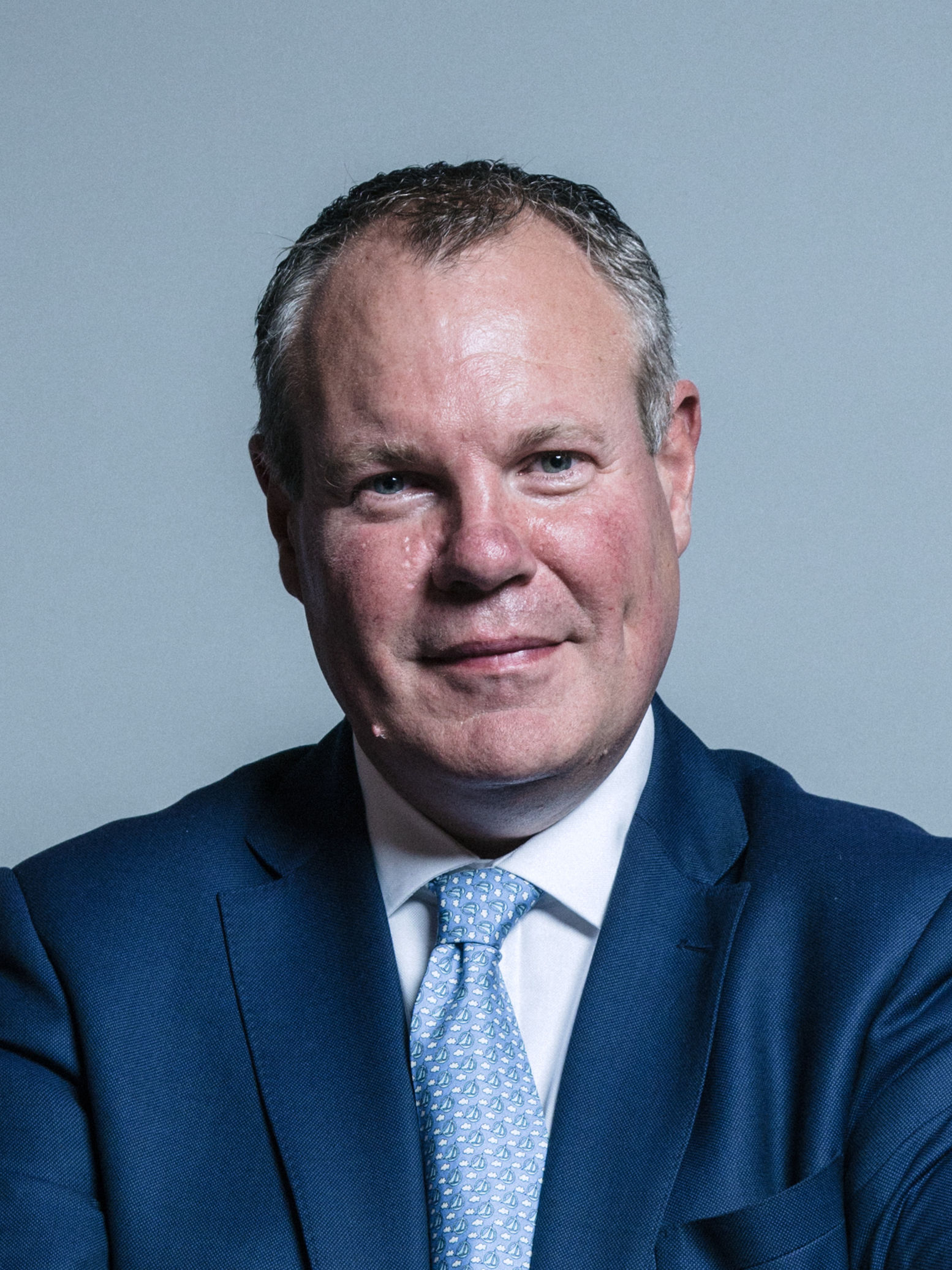
Conor Burns (2017)

Sir Conor Burns (* 24. September 1972 in Belfast) ist ein britischer Politiker der Conservative Party.

## Leben
Burns besuchte das St Columba’s College, St Albans und studierte Politikwissenschaften und Geschichte an der University of Southampton. Seit Mai 2010 ist Burns Abgeordneter im House of Commons, wo er den Wahlkreis Bournemouth West vertritt. Vom 25. Juli 2019 bis zum 4. Mai 2020 sowie erneut vom 7. September 2022 bis zum 7. Oktober 2022 war er Staatsminister für Handelspolitik sowie vom 16. September 2021 bis zum 6. September 2022 Staatsminister für Nordirland.
Burns ist offen homosexuell und wohnt in Westbourne Dorset.
Im Rahmen der Resignation Honours beim Rücktritt des ehemaligen Premierministers Boris Johnson wurde Conor Burns zum Knight Bachelor geschlagen und führt seither den Titel Sir.